# Bhoomika Chawla
Bhoomika Chawla (født 21. august 1978) er en indisk bollywood skuespiller. Hun begyndte sin karriere i år 2000 med telugufilmen yuvakudu. Hendes bollywood karriere begyndte med kærlighedsdramaet Tere naam.

## Filmografi
- Benaam (2007)
- Gandhi, My Father (2007) .... Gulab Gandhi
- Mayabazaar (2006)
- Family: Ties of Blood (2006) .... Dr. Kavita
- Jillunu Oru Kaadhal (2006)
- Jai Chiranjeeva (2005) .... Neelima
- Dil Jo Bhi Kahey... (2005) .... Dr. Gayarti Pandey
- Silsiilay (2005) .... Zia Rao
- Dil Ne Jise Apna Kaha (2004) .... Dhani
- Naa Autograph (2004) .... Divya
- Samba (2004) .... Nandu
- Run (2004) (som Bhumika Chawla) .... Jhanvi Choudhry
- Tere Naam (2003) (som Bhumika Chawla) .... Nirjala
- Simhadri (2003)
- Missamma (2003)
- Okkadu (2003) .... Swapna
- Khushi (2001) .... Madhumitha
- Yuvakudu (2000) .... Heltinde